# Muscolo retto laterale
Il muscolo retto laterale è uno dei sei muscoli striati che consente il movimento del bulbo oculare.
In complessivo è lungo circa 40,6 mm.

## Origine e inserzioni
Esso origina dall'anello tendineo di Zinn, dalla sezione laterale, e dal margine inferiore della fessura orbitaria superiore, con una parte accessoria, e passa tra il bulbo oculare e la parete orbitaria laterale ed al di sopra dell'inserzione del muscolo obliquo inferiore. Si inserisce sulla porzione laterale della sclera a 7–8 mm dal limbus con una linea arcuata di circa 12 mm. Prende, inoltre, inserzione sul margine laterale della cavità orbitaria mediante tendini di ancoraggio (questo accorgimento anatomico fa sì che il muscolo retto non causi, contraendosi, una retrazione del globo oculare: enoftalmo).

## Innervazione
È innervato dal VI paio dei nervi cranici (il nervo abducente).

## Vascolarizzazione
Il muscolo è irrorato dai rami dell'arteria oftalmica e dell'arteria lacrimale.

## Azione
La contrazione del muscolo retto laterale determina uno spostamento laterale del bulbo oculare (abduzione).